# Анспак, Иоэль

Книга «Paroles d’un Croyant Israélite». 1842

Иоэль Анспак или Анспах (фр. Joel Anspach; 1799, Мец — сентябрь 1872) — французский религиозный писатель
 и переводчик.

## Биография
Еврейского происхождения. Брат юриста Филиппа Анспака.
Был первым, кто перевёл ежедневные молитвы с иврита на французский язык. В 1842 году опубликовал свои «Paroles d’un Croyant Israélite» — полемический труд, направленный против католического прозелитизма и поэтому вызвавший много комментариев.